# Muhammad (Tahiride)
Pour les articles homonymes, voir Muhammad (homonymie).
Muhammad ben Tâhir ben `Abd Allah
(محمد بن طاهر بن عبد الله)
ou Muhammad est le dernier gouverneur Tâhiride du Khorasan au service des califes abbassides de 862 à 873. Il est mort vers 890.

## Histoire
À la mort de son père Tâhir ben `Abd Allah (Tâhir II) en 862, le calife Al-Musta`in aurait préféré nommer à ce poste son oncle Muhammad ben `Abd Allah, mais celui-ci refusa cette nomination. Le calife accepta à contrecœur de nommer Muhammad ben Tâhir comme gouverneur du Khorasan, mais celui-ci fut privé des autres titres de son père : gouverneur militaire de Bagdad, de l'Irak. Ces deux fonctions ont été attribuées à son oncle.

### Son règne comme gouverneur du Khorasan
Au début de son gouvernorat, Muhammad était plutôt jeune et inexpérimenté.
En 864, la province du Tabaristan lui était enlevée par une révolte des Zaydites et il fut incapable de reconquérir cette province.
En 867, l'émir Saffâride du Sistan Ya'qub ben Laith prit Herat et emprisonna le gouverneur de la ville. Une armée Samanide venue en renfort pour arrêter l'avance de Ya`qub a été vaincue.
Après cela Muhammad a été contraint d'en finir. Il a essayé de reprendre à son oncle Muhammad ben `Abd Allah les fonctions qu'il lui avait prises. Ce dernier est mort en 867 et c'est son frère `Ubayd Allah ben `Abd Allah qui reprit ses fonctions. Muhammad a envoyé un autre oncle Sulayman ben `Abd Allah pour le soutenir dans ses ambitions auprès du calife. Sulayman réussit à prendre ces postes aux dépens d'`Ubayd Allah, à moins qu'`Ubayd Allah ne les ait simplement perdus.
La faiblesse du gouvernorat de Muhammad sur le Khorasan a entrainé la fin de la domination des Tâhirides sur la région. En 873, le Saffâride Ya'qub ben Laith faisait marche vers Nichapur, la capitale. Muhammad a refusé de s'enfuir et fut fait prisonnier. Il est resté trois ans en captivité et a été libéré par les forces du calife après la défaite des Saffârides lors de la bataille de Dair al-`Aqul en 876.
Après sa libération, il a été renommé gouverneur du Khorasan par le calife Al-Mu`tamid. En fait il n'a plus jamais pu exercer une réelle autorité sur la région.

### La fin de sa vie
Le Saffâride Ya'qub ben Laith est mort en 879, son successeur `Amr ben Laith cherchait un arrangement avec le califat. Le calife lui a donné le poste de gouverneur du Khorasan, dépouillant ainsi Muhammad de son titre. `Amr ben Laith a choisi `Ubayd Allah pour aller combattre dans la partie ouest de la province. `Amr ben Laith aurait usé de son influence pour répandre le bruit que Muhammad soutenait la rébellion conduite par Ahmad al- Khujistani. Cette alliance n'était pas évidente mais a servi de prétexte à l'emprisonner.
Muhammad a regagné la confiance du calife Al-Mu`tamid aux environs de 884 à la faveur de la paix entre les Saffârides et le califat. Il a été nommé gouverneur de Bagdad à la place de son oncle et rival `Ubayd Allah et il reprit aussi son titre de gouverneur du Khorasan bien qu'il n'ait jamais pu reprendre le contrôle de cette région.
Il est mort vers 890.

## Sources
- (en) Cet article est partiellement ou en totalité issu de l’article de Wikipédia en anglais intitulé « Muhammad ibn Tahir » (voir la liste des auteurs).